# Di-isopropylethylamine
Di-isopropylethylamine (doorgaans afgekort tot DIPEA of DIEA) of Hünigs base is een organische verbinding met als brutoformule C8H19N. De stof komt voor als een kleurloze vloeistof met een ammoniakale en misselijkmakende visachtige geur, die slecht oplosbaar is in water.

## Synthese
Di-isopropylethylamine wordt bereid door de alkylering van di-isopropylamine met di-ethylsulfaat. De stof wordt opgezuiverd door destillatie met behulp van kaliumhydroxide.

## Eigenschappen en toepassingen

### Niet-nucleofiele base
Doordat het stikstofatoom afgeschermd is door 1 ethyl- en 2 isopropylgroepen, is het vrij elektronenpaar enkel beschikbaar voor binding met een proton. Dat leidt ertoe dat di-isopropylethylamine, net als bijvoorbeeld 2,2,6,6-tetramethylpiperidine, een niet-nucleofiele organische base is. Dit maakt de stof een nuttig reagens in de organische synthese.
Di-isopropylethylamine is werkzaam als selectief reagens bij de alkylering van secundaire tot tertiaire amines. De normaal optredende overalkylering tot het quaternair ammoniumzout wordt daarbij niet waargenomen. Een voorbeeld is de alkylering van piperidine met benzylbromide:

### Synthese van scorpionine
Di-isopropylethylamine kan ingezet worden bij de synthese van de complexe heterocyclische verbinding scorpionine, door reactie met zwavelchloride. De reactie is een ingewikkelde one-pot-synthese bestaande uit 15 stappen, die gekatalyseerd wordt door tri-ethyleendiamine (DABCO):

## Toxicologie en veiligheid
Di-isopropylethylamine is schadelijk bij contact met de huid of de ogen. Daarbij kan irritatie optreden en de huid kan rood worden door het corrosief karakter van de stof. De vloeistof werkt irriterend op de ogen en de luchtwegen. Di-isopropylethylamine is niet carcinogeen.
De reactie met sterke zuren of oxidatoren kan hevig zijn, waardoor kans op brand ontstaat. Di-isopropylethylamine is niet compatibel met acylchloriden, carbonzuuranhydriden, koolstofdioxide, koper en rubber.